# Freije Sabounjian
Freije Sabounjian est le ministre libanais de l'industrie.